# Cohn-Brandt-Cohn (CBC) Film Sales Corporation
Cohn-Brandt-Cohn (CBC) Film Sales Corporation (también llamada CBC Film Sales o simplemente CBC) fue un estudio cinematográfico estadounidense fundado el 19 de junio de 1918 por los hermanos Harry y Jack Cohn y su amigo y compañero de trabajo en  Independent Moving Pictures, Joe Brandt con un capital de 250$. La sede estaba en Broadway Nueva York.
Brandt era el presidente de CBC Film Sales, y se ocupaba de las ventas, el marketing y la distribución desde Nueva York junto con Jack Cohn, mientras que Harry Cohn dirigía la producción en Hollywood. Las primeras producciones de CBC Film fueron cortos de bajo presupuesto: Screen Snapshots, los "Hall Room Boys" (el dúo de vodevil de Edward Flanagan y Neely Edwards ) y el imitador de Chaplin, Billy West . En sus primeros días de CBC arrendó un espacio en un estudio de Poverty Row en 6070 Sunset Bulevar en 1922. El estudio estrenó su primer largometraje More to Be Pithied Than Scorned el 20 de agosto de 1922. Su éxito llevó a la compañía a abrir sus propios intercambios de películas .
Entre los magnates de Hollywood, la baja reputación del estudio llevó a algunos a bromear con que "CBC" significaba "Corned Beef and Cabbage" (Traducido sería "Carne de Maíz y Lechuga"). La última película del estudio fue Innocence el 1 de diciembre de 1923. Los hermanos Cohn cambiaron el nombre de CBC Film Sales a Columbia Pictures el 10 de enero de 1924, con el fin de mejorar su imagen.